# روبرت موس
روبرت موس (بالإنجليزية: Robert Moss)‏ هو كاتب أسترالي، ولد في 1946.